# Sasha Montenegro
Alexandra Acimovic Popovic, mais conhecida pelo pseudônimo Sasha Montenegro (Bari, 20 de janeiro de 1946 – Cidade do México, 14 de fevereiro de 2024) foi uma atriz ítalo-mexicana.

## Filmografia

### Cinema
| - The End of Silence (film) (2005) as El Convento Rica Dancer - Una de zombis (2003) as Zombi sádico - El secuestro de un policía (1991) - La fuerza del odio (1990) - La taquera picante (1990) as Ana Dalia - Ellos trajeron la violencia (1990) as Nora - Dos tipas de cuidado (1989) - Rumbera, caliente (1989) - Solo para adúlteros (1989) - El pájaro con suelas (1989) - Las guerreras del amor (1989) - Los rateros (1989) - Los plomeros y las ficheras (1988) - Dos machos que ládran no muerden (1988) - Ladrón (1988) - Solicito marido para engañar (1988) as Virginia - El Diablo, El Santo y El Tonto (1987) - Las traigo muertas (1987) - Ases del contrabando (1987) - Niños sobre pedido (1987) - Noche de Calífas (1987) - Huele a gas (1986) - Mientras México duerme (1986) - El hijo de Pedro Navaja (1986) as La Tijuana - El secuestro de Camarena (1985) - La risa alarga la vida y algo mas (1985) - Playa prohibida (1985) as Elena - Entre ficheras anda el diablo - La pulquería 3 (1984) - Extraño matrimonio (1984) - Piernas cruzadas (1984) - El puente (1984) - Las glorias del gran Púas (1984) - Pedro Navaja (1984) as La Tijuana - El tonto que hacía milagros (1984) - Fieras en brama (1983) - Se me sale cuando me río (1983) - La golfa del barrio (1983) - Las modelos de desnudos (1983) | - Las vedettes (1983) - Chile picante (1983) - Con el cuerpo prestado (1983) as Marta Jiménez de Arias Salgado - Huevos rancheros (1982) - La pulquería 2 (1982) as Norma and La Gemela - Llámenme Mike (1982) as Zoila - La pulquería (1981) as Norma - D.F./Distrito Federal (1981) - Las tentadoras (1980) as Luz Maria/Lucia - Blanca Nieves y... sus 7 amantes (1980) - El sexo me da risa (1979) - Las cariñosas (1979) as Carolina - Muñecas de medianoche (1979) as Gina - Noches de cabaret (1978) - El hijo es mío (1978) - Los japoneses no esperan (1978) - Oye Salomé! (1978) as Bettina - Bellas de noche 2 (1977) as Carmen - La vida difícil de una mujer fácil (1977) as Violeta - Acapulco 12-22 (1975) - Bellas de noche (1975) as Carmen - Noche de muerte (1975) - Pistoleros de la muerte (1975) - Un amor extraño (1975) - Santo en Anónimo mortal (1975) as Ester - Peregrina (1974) as Alma Reed - Pistoleros bajo el sol (1974) - Fe, esperanza y caridad (1974) as Ecuyére - Santo y Blue Demon contra el doctor Frankenstein (1974) as Alicia Robles - Los vampiros de Coyoacán (1974) - Duelo al atardecer (1973) - Las bestias del terror (1973) - Santo contra la magia negra (1973) as Bellamira - Santo contra los asesinos de otros mundos (1973) as Karen Bernstein - El hombre y la bestia (1973) - Hijazo de mi vidaza (1972) - Un sueño de amor (1972) |

### Telenovelas
- Las vías del amor (2002) - Catalina Valencia Vda de Fernández.
- Una mujer marcada (1979) - Lorena/Loraine Montiel.
- Rina (1977) - Marcela.
- Lo imperdonable (1975) - Sonia.
- Ana del aire (1973) - Dolly.

## Prêmios e indicações

### TVyNovelas
| Ano  | Categoria                | Programa/Telenovela | Resultado |
| ---- | ------------------------ | ------------------- | --------- |
| 2003 | Melhor atriz antagonista | Las vías del amor   | Venceu    |

## Morte
Sasha morreu no dia 14 de fevereiro de 2024, aos 78 anos devido a um derrame causado por um agressivo câncer de pulmão.